# 奥斯卡·科利亚索
奥斯卡·科利亚索（西班牙語：Oscar Collazo，1997年1月15日—），波多黎各男子拳击运动员。他曾代表波多黎各参加2019年泛美运动会拳击比赛，获得一枚金牌。他在2020年成为职业选手。